# Riviera Beach
Riviera Beach es una ciudad ubicada en el condado de Palm Beach en el estado estadounidense de Florida. En el Censo de 2010 tenía una población de 32.488 habitantes y una densidad poblacional de 1.224,37 personas por km².

## Geografía
Riviera Beach se encuentra ubicada en las coordenadas 26°46′57″N 80°4′20″O / 26.78250, -80.07222. Según la Oficina del Censo de los Estados Unidos, Riviera Beach tiene una superficie total de 26.53 km², de la cual 22.08 km² corresponden a tierra firme y (16.77%) 4.45 km² es agua.

## Demografía
Según el censo de 2010, había 32.488 personas residiendo en Riviera Beach. La densidad de población era de 1.224,37 hab./km². De los 32.488 habitantes, Riviera Beach estaba compuesto por el 27.03% blancos, el 65.87% eran afroamericanos, el 0.35% eran amerindios, el 2.37% eran asiáticos, el 0.08% eran isleños del Pacífico, el 1.96% eran de otras razas y el 2.34% pertenecían a dos o más razas. Del total de la población el 7.44% eran hispanos o latinos de cualquier raza.